# Stazione di Canetra
La stazione di Canetra è una fermata ferroviaria posta sulla linea Terni-Sulmona. Serve il centro abitato di Canetra, frazione del comune di Castel Sant'Angelo.

## Storia

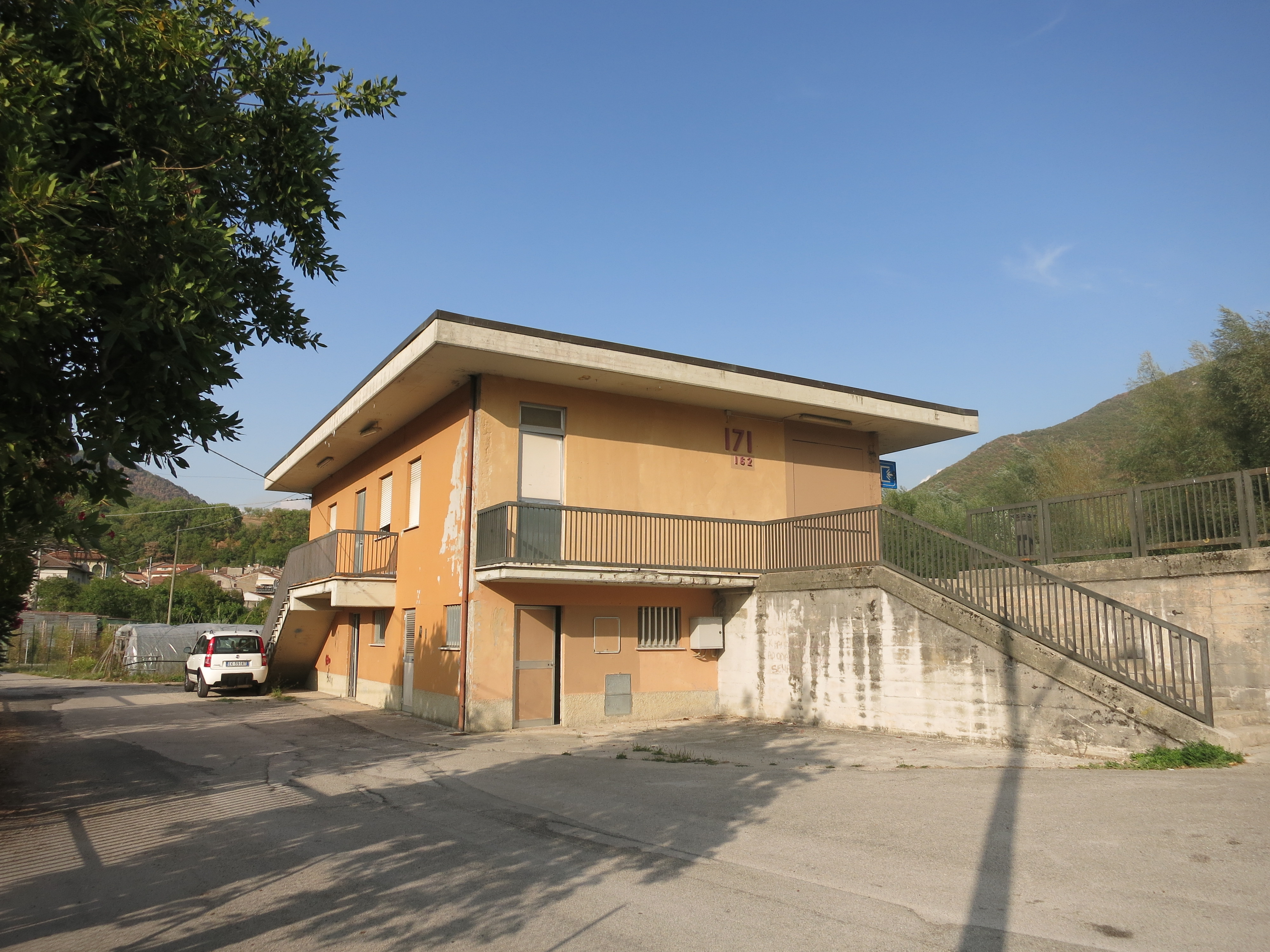
L'esterno della stazione

La fermata di Canetra entrò in servizio nel 1938.
Nel 2007 è stato effettuato un intervento di recupero dell'area con creazione di parcheggio e area sosta camper.

## Strutture e impianti
La fermata consta di un unico binario, servito da una banchina scoperta della lunghezza di 46 metri, e dotata di un'altezza sul piano del ferro inferiore allo standard di 55 cm.

## Movimento
Nel 2007, l'impianto risultava frequentato da un traffico giornaliero medio di 25,5 persone.